# USS Kirk (FF-1087)
L'USS Kirk (FF-1087) est une frégate de la classe Knox de l'US Navy, initialement désigné comme DE-1087 et reclassé comme frégate, FF-1087 en 1975.
Le navire est lancé en 1971 et entre en service en 1972 jusqu'en 1993. Il est ensuite transféré à la Marine de la république de Chine (ROCN) et prend le nom de ROCS Fen Yang ( 汾陽, FF-934). Il sert dans la marine taïwanaise de 1993 à 2015, affecté à la base navale de Zuoying au sud-ouest de Taïwan.

## Historique
L'USS Kirk a été attribué le 25 août 1966 au  chantier naval Avondale. Il a été lancé le 25 septembre 1971 et mis en service le 9 septembre 1972.
Il a servi dans l'US Navy jusqu'au 6 août 1993, date à laquelle le navire a été mis hors service et loué à la marine de la république de Chine à Taiwan. Au service taïwanais, le navire a été renommé Fen Yang avec le numéro de coque changé à 934. Le 29 septembre 1999, le navire a finalement été acheté par Taïwan où il a servi jusqu'en 2015. Il a été mis hors service, comme le ROCS Chi Yang (FF-932), pour servir au maintien des six autres navires de classe Chi Yang.

## Galerie

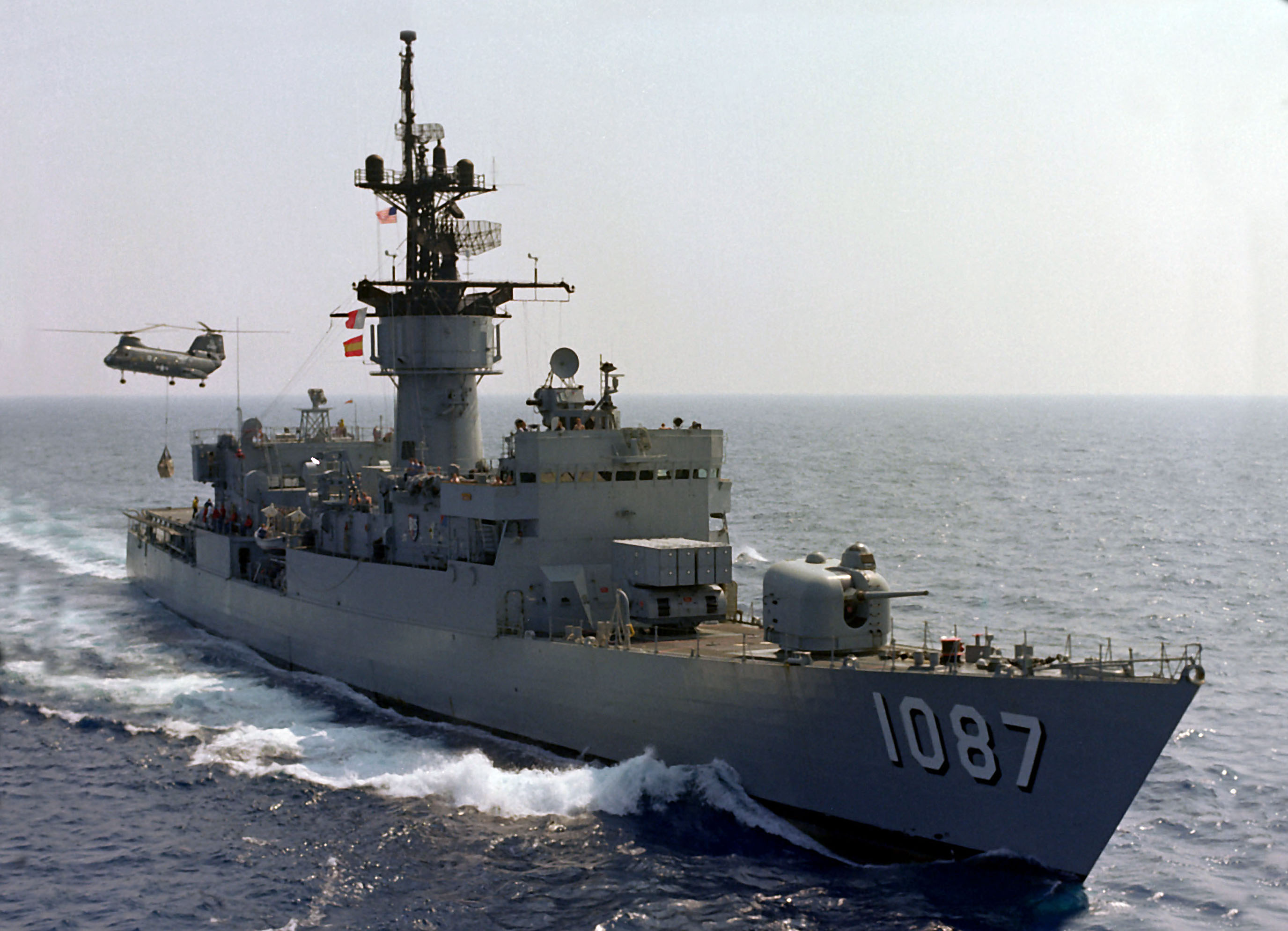
USS Kirk (FF-1087)